# Popeștii de Sus, Drochia
Popeștii de Sus este un sat din raionul Drochia, Republica Moldova.
Între Popeștii de Sus și Băxani este amplasată rezervația naturală silvică Pădurea Băxani.

## Demografie

### Structura etnică
Structura etnică a satului conform recensământului populației din 2004:
| Grup etnic         | Populație | % Procentaj |
| ------------------ | --------- | ----------- |
| Moldoveni / Români | 1.766     | 98,99%      |
| Ruși               | 8         | 0,45%       |
| Ucraineni          | 7         | 0,39%       |
| Bulgari            | 1         | 0,06%       |
| Alții              | 2         | 0,11%       |
| Total              | 1.784     | 100%        |

## Administrație și politică
Componența Consiliului local Popeștii de Sus (9 consilieri), ales la 5 noiembrie 2023, este următoarea:
|  | Partid                           | Consilieri | Componență | Componență | Componență |
|  | -------------------------------- | ---------- | ---------- | ---------- | ---------- |
|  | Partidul Acțiune și Solidaritate | 3          |            |            |            |
|  | Partidul Schimbării              | 3          |            |            |            |
|  | Platforma Demnitate și Adevăr    | 3          |            |            |            |

## Personalități

### Născuți în Popeștii de Sus
- Vasile Rudiev (1891–1918), țăran și politician moldovean, membru al Sfatului Țării al RD Moldovenești.